# Marian Gęsicki
Marian Gęsicki (ur. 19 maja 1953 w Nowogródku k. Lipna) – polski lekkoatleta, sprinter i średniodystansowiec.

## Osiągnięcia
Zawodnik klubów: AZS Toruń, Zawisza Bydgoszcz i Olimpia Poznań, wychowanek trenera Henryka Polakowskiego, podopieczny trenerów: Honorata Wiśniewskiego i Zdzisława Krzyszkowiaka. Olimpijczyk z Montrealu (1976).
Brązowy medalista halowych mistrzostw Europy w biegu na 400 m (1977 – 47,21 s). Rekordzista Polski na 800 m (1:45,4 s. – 30 lipca 1975, Oslo), 4-krotny mistrz Polski w biegu na 800 m (1976, 1977, 1978, 1980), mistrz Polski w sztafecie 4 × 400 m (1974), 5-krotny mistrz kraju w hali (400 m – 1974, 1977; 800 m – 1975, 1978, 1981). Był także halowym mistrzem Włoch w biegu na 400 m (1975), oraz halowym mistrzem ZSRR na tym samym dystansie w 1977.

## Rekordy życiowe
Na stadionie
- bieg na 200 metrów – 21,2 s. (18 maja 1974, Włocławek)
- bieg na 400 metrów – 46,65 s. (5 września 1973, Praga)
- bieg na 800 metrów – 1:45,4 s. (30 lipca 1975, Oslo) – 13. wynik w historii polskiej lekkoatletyki[4]

W hali
- bieg na 400 metrów – 47,21 s. (13 marca 1977, San Sebastian)
- bieg na 800 metrów – 1:47,90OT (26 lutego 1978, Zabrze)